# Moritz Trieb
Moritz Leon Sachso Trieb (* 17. April 1998 in Augsburg) ist ein deutscher Basketballspieler.

## Laufbahn
Trieb entstammt der Nachwuchsabteilung des TSV Nördlingen. In der Saison 2013/14 absolvierte er erste Kurzeinsätze für die Männermannschaft des Vereins in der 2. Bundesliga ProB. Nach Nördlingens Abstieg in die erste Regionalliga erhielt er in der vierthöchsten Spielklasse deutlich mehr Einsatzzeit und wurde vom Internetdienst eurobasket.com als bester Neuling der Saison 2014/15 in der ersten Regionalliga Süd-Ost ausgezeichnet. In jener Saison gewann Trieb mit den Nördlingern auch den Meistertitel und stieg wieder in die ProB auf.
Im Juni 2016 wurde er vom Bundesligisten Medi Bayreuth verpflichtet. Sein Bundesliga-Debüt feierte Trieb am 14. Oktober 2016 gegen Braunschweig, spielte aber mehrheitlich in Bayreuths zweiter Herrenmannschaft in der ersten Regionalliga. Nach dem Ende des Spieljahres 2016/17 zog er sich aus dem Leistungssport zurück, um sich auf sein Medizinstudium zu konzentrieren.

### Nationalmannschaft
2016 zählte er zum deutschen Kader in der Altersklasse U18, den Sprung ins Aufgebot für die EM verpasste er jedoch. Im Sommer 2017 wurde Trieb in die deutsche Herren-Nationalmannschaft in der Basketball-Variante „3 gegen 3“ berufen.